# Hendrick ter Brugghen

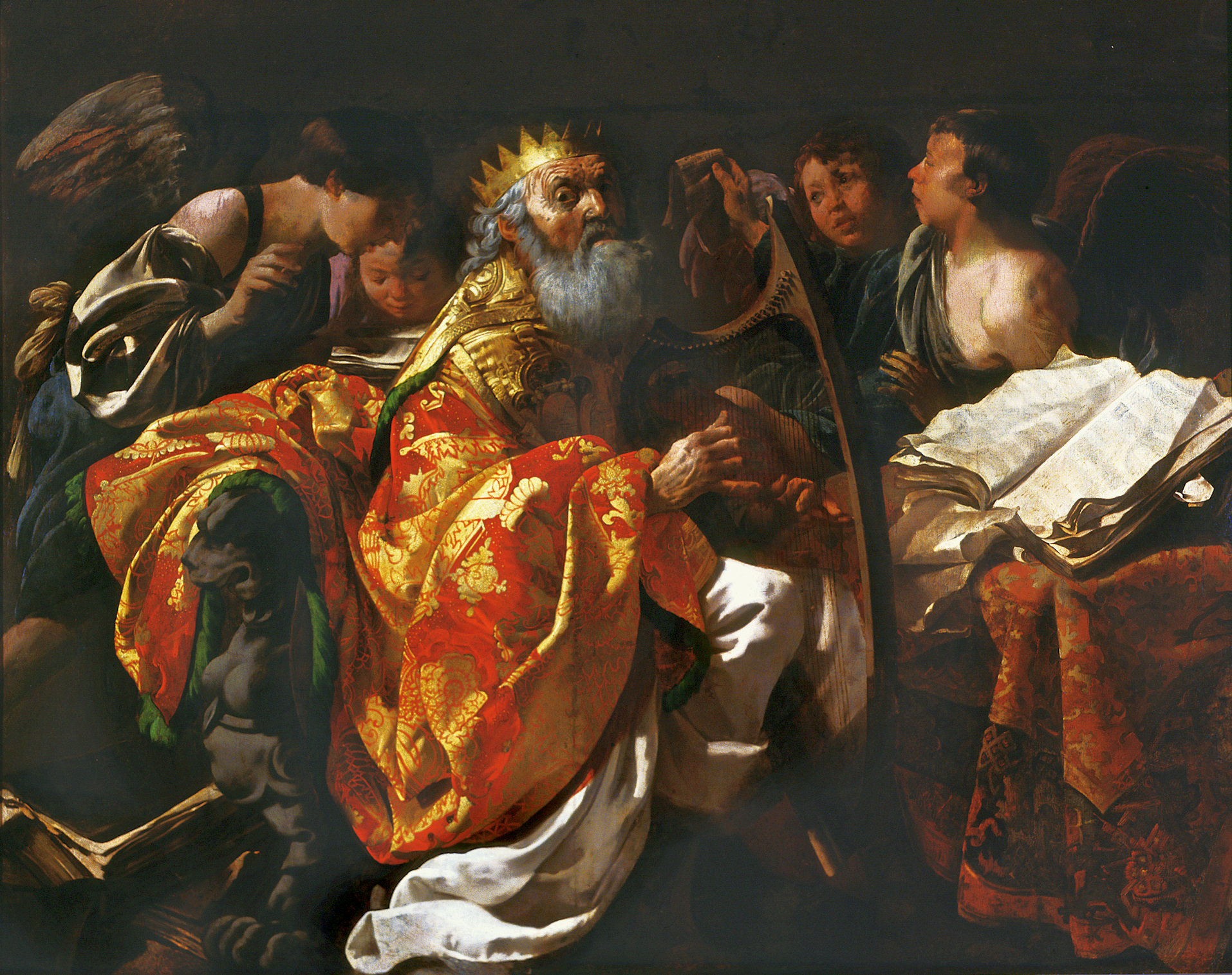
Król Dawid grający na harfie (1628), Muzeum Narodowe w Warszawie

Hendrick Jansz ter Brugghen lub Terbrugghen (ur. 1588 w Deventer lub Hadze, zm. 1 listopada 1629 w Utrechcie) – holenderski malarz okresu baroku, pierwszy caravaggionista utrechcki.
Jego ojciec był członkiem Rady Miasta Deventer. W 1591 rodzina przeniosła się do katolickiego Utrechtu. Kształcił się u manierysty Abrahama Bloemaerta. W 1604 wyjechał w podróż artystyczną do Włoch, gdzie przebywał przez 10 lat. W 1616 powracił do Utrechtu i został członkiem gildii św. Łukasza. 15 października 1616 poślubił Jacobę Verbeek, córkę rachmistrza, z którą miał ośmioro dzieci. W latach 1621–1624 prawdopodobnie prowadził wspólną pracownię z młodszym od siebie caravaggionistą utrechckim – Dirckem van Baburenem.
Malował obrazy religijne (sceny pasyjne, męczeństwa świętych) i sceny rodzajowe (śpiewacy, muzykanci, żołnierze). Jego zachowana spuścizna obejmuje okres 1616-1629 (ok. 20 dzieł). Specjalizował się w obrazach dużego formatu, o silnych kontrastach światłocieniowych i głębokim dramatyzmie. W postaciach, efektach świetlnych i układzie kompozycji wyraźnie nawiązywał do Caravaggia. Pod wpływem katolickich zleceniodawców, w niektórych swych dziełach sięgał do tradycji późnośredniowiecznego malarstwa niderlandzkiego, łącząc ją ze stylistyką włoską.
Oddziałał na takich malarzy, jak: Jan van Bijlert, Jan Lievens, Paulus Bor, Leonaert Bramer i być może Georges de La Tour. Echa jego twórczości widać również u Jana Vermeera.
W zbiorach polskich znajdują się dwa obrazy ter Brugghena: Piłat umywający ręce – (Lublin, Muzeum Narodowe w Lublinie) i Król Dawid grający na harfie w otoczeniu aniołów (1628) – (Warszawa, Muzeum Narodowe).

## Dzieła

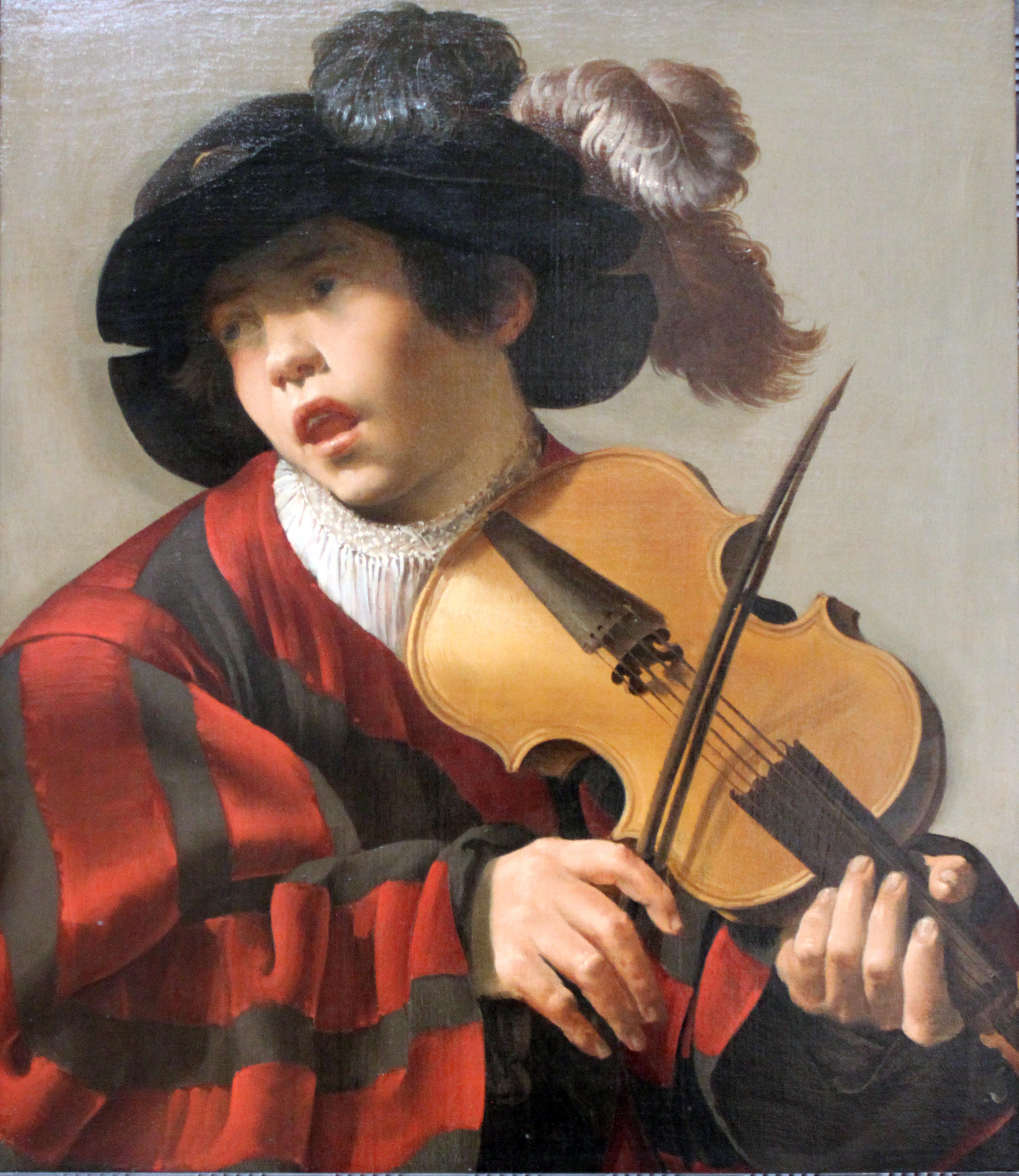
Kobieta grająca na instrumencie smyczkowym (1625), Gemäldegalerie

- Powołanie św. Mateusza -  (ok. 1616) – Budapeszt, Muzeum Sztuk Pięknych
- Wieczerza w Emaus -  (1616) – Toledo (Ohio), Toledo Museum of Art
- Alegoria smaku -  (1617) – Malibu, J. Paul Getty Museum
- Piłat umywający ręce  (ok. 1617) – Lublin, Muzeum Narodowe
- Pokłon Trzech Króli -  (1619) – Amsterdam, Rijksmuseum
- Chrystus cierniem ukoronowany -  (1620) – Kopenhaga, Statens Museum for Kunst
- Pasterz grający na flecie -  (1621) – Kassel, Galeria Malarstwa
- Powołanie apostoła Mateusza -  (1621) – Utrecht, Centraal Museum
- Wieczerza w Emaus -  (ok. 1621) – Poczdam, Galeria Malarstwa (Sanssouci)
- Niewierny Tomasz -  (1621-23) – Amsterdam, Rijksmuseum
- Uwolnienie św. Piotra-  (1624) – Haga, Mauritshuis
- Ezaw sprzedający swoje pierworództwo -  (ok. 1625) – Berlin, Gemäldegalerie
- Ukrzyżowanie z Marią i św. Janem -  (ok. 1624-26) – Nowy Jork, Metropolitan Museum of Art
- Lutnistka -  (1624-26) – Wiedeń, Kunsthistorisches Museum
- Koncert -  (1626) – St. Petersburg, Ermitaż
- Demokryt -  (1628) – Amsterdam, Rijksmuseum
- Król Dawid grający na harfie -  (1628) Muzeum Narodowe w Warszawie
- Duet -  (1628) – Paryż, Luwr
- Jakub, Laban i Lea -  (1628) – Kolonia, Wallraf-Richartz-Museum
- Śpiewaczka uliczna -  (1628) – Bazylea, Kunstmuseum

- Jakub i Ezaw – Madryt, Muzeum Thyssen-Bornemisza
- Powołanie św. Mateusza – Hawr, Musée des Beaux-Arts
- Święty Sebastian pielęgnowany przez kobiety – Oberlin (Ohio), Allen Memorial Art Museum
- Wyszydzanie Chrystusa - Lille, Palais des Beaux-Arts w Lille